# Občanský průkaz
Občanský průkaz je průkaz totožnosti používaný v Česku a na Slovensku (dříve také v Československu) k identifikaci obyvatel – k prokázání totožnosti. Občanský průkaz je vydáván všem občanům s trvalým pobytem na území státu po dosažení patnácti let věku nebo v případě zájmu prakticky ihned po narození (avšak za příplatek 100 Kč a platností pouze 5 let) a v případě potřeby je možné pomocí něj prokázat svou totožnost (nebo např. pomocí cestovního pasu). Vzory vydávané od roku 2000 obsahují strojově čitelné kódy a je možné se jimi identifikovat kdekoli v Evropské unii.
Ztracené a odcizené doklady eviduje databáze neplatných dokladů, kterou vede také Ministerstvo vnitra.
Občanský průkaz lze použít i jako cestovní doklad místo cestovního pasu do některých zemí, např. všech balkánských států (státy bývalé Jugoslávie a Albánie) a dále Gruzie a Moldavska. Kosovo vyžaduje biometrický občanský průkaz, který ČR vydává od 2. srpna 2021. Podněstří ke vstupu vyžaduje identifikační doklad. Občanský průkaz lze využít také jako cestovní doklad po cestách v Evropské unii a schengenském prostoru.
Od ledna 2024 je možné se prokazovat elektronickým stejnopisem občanského průkazu přes aplikaci eDoklady.

## Historie
V ČSR (období první republiky) byly občanské průkazy zavedeny vládním nařízením č. 481/1919 Sb. z. a n., kterým se zavádějí všeobecné občanské legitimace, vydaného k provedení císařského nařízení č. 31/1857 ř. z., o zavedení nového pasového systému. Tato legitimace byla dobrovolná a obsahovala fotografii.
První povinná legitimace byla zavedena během německé okupace 17. března 1939 nařízením říšského protektora Konstantina von Neuratha. Tento průkaz byl navržen podle podobného dokumentu s fotografií z Třetí říše a byl přezdíván kennkarta (německy die Kennkarte je průkaz totožnosti, doslovně poznávací karta).
V zásadě totožný byl zákon č. 198/1948 Sb., o občanských průkazech. S účinností od 1. ledna 1949 však zavedl povinnost mít občanský průkaz v celním pohraničním pásmu. Vládní nařízení č. 61/1953 Sb., o občanských průkazech, vydané na základě zmocňovacího zákona č. 241/1948 Sb., o prvním pětiletém hospodářském plánu rozvoje Československé republiky (zákona o pětiletém plánu), již stanovilo povinnost mít občanku bez výjimky (období komunistického režimu). Občanský průkaz rozšířený na několikastránkový doklad v červených, původně plátěných, později plastových deskách obsahoval osobní informace o jeho držiteli. Kromě dětí, rodičů a manželů to byly také například údaje o jeho rodném čísle, zaměstnavateli, nejvyšším dosaženém vzdělání, branném poměru (voják/nevoják), zdravotnické údaje (očkování proti tetanu, krevní skupina a podskupina, údaje o závažných chorobách) a omezení způsobilosti k právním úkonům. Tento občanský průkaz byl vydáván československým občanům při dosažení věku 15 let a to okresním oddělením Sboru národní bezpečnosti (nebo jeho ekvivalentem).

## Současnost
Zákon č. 328/1999 Sb., o občanských průkazech, ve znění pozdějších předpisů, v § 2 odst. 3 stanoví: „Občanský průkaz je povinen mít občan, který dosáhl věku 15 let a má trvalý pobyt na území České republiky. Tuto povinnost má i občan, jehož způsobilost k právním úkonům byla rozhodnutím soudu omezena.“
Od 1. 1. 2012 pak navíc lze občanský průkaz na žádost vydat i občanovi mladšímu 15 let nebo občanovi, který nemá trvalý pobyt na území České republiky (§ 2 odst. 4). Od roku 2012 se stalo dobrovolným uvádění rodinného stavu do občanského průkazu. V případně nutnosti prokázat rodinný stav při jeho neuvedení na občanském průkazu je možné využít výpisu z evidence obyvatel.
K podobě zakotvení prokázání totožnosti v českém právu dodal ministr spravedlnosti České republiky následující:
| „ | V policii přetrvává pocit, že každý u sebe musí nosit občanský průkaz, což dávno není pravda. Občanský průkaz u sebe vůbec nemusíte mít. | “ |
| — JUDr. Robert Pelikán, Ph.D., ministr spravedlnosti České republiky, 3. května 2016 pro Českou televizi | |   |

Od roku 2018 je vydáván pouze tzv. elektronický občanský průkaz (s čipem).
Prokázat svou totožnost lze v mnoha případech i jinak, nejen občanským průkazem, například cestovním pasem. Alternativně též může být užíván služební pas či diplomatický pas. Pokud konkrétní zákon výslovně neuvádí povinnost prokázat svou totožnost některými z uvedených dokladů, lze svou totožnost případně prokázat i jinými způsoby, například řidičským průkazem, sdělením osobních údajů PČR, přičemž tyto bývají porovnány v příslušné databázi včetně fotografie apod.
V zemích, které povinné občanské průkazy z doby totalitní minulosti zavedeny nemají, se může totožnost člověka obvykle prokazovat jinak (např. USA, Británie) – typicky řidičským průkazem, sdělením osobních údajů a jejích porovnáním v databázi s fotografií atp.

## Vzory

### Československo
| Vzor 48 | Titulní strana občanského průkazu vzor 48 | Vydáván od roku 1948 do roku 1953. Platnost ukončena k 31. prosinci 2005. | Vydáván od roku 1948 do roku 1953. Platnost ukončena k 31. prosinci 2005. |
| Vzor 53 | Titulní strana občanského průkazu vzor 53 | Vydáván od roku 1953 do roku 1960 v české a slovenské verzi. Platnost ukončena k 31. prosinci 2005. Jedná se o první povinný občanský průkaz pro osoby nad 15 let. | Vydáván od roku 1953 do roku 1960 v české a slovenské verzi. Platnost ukončena k 31. prosinci 2005. Jedná se o první povinný občanský průkaz pro osoby nad 15 let. |
| Vzor 60 | Titulní strana občanského průkazu vzor 60 | Vydáván od roku 1960 do roku 1973 v české a slovenské verzi. Platnost ukončena k 31. prosinci 2005. Desky dokladu byly poprvé vyrobeny z PVC a nově byly také v průkazu údaje o rodičích držitele. | Vydáván od roku 1960 do roku 1973 v české a slovenské verzi. Platnost ukončena k 31. prosinci 2005. Desky dokladu byly poprvé vyrobeny z PVC a nově byly také v průkazu údaje o rodičích držitele. |
| Vzor 77 | Titulní strana občanského průkazu vzor 77 | Vydáván od roku 1976 do poloviny roku 1985 v české a slovenské verzi. Platnost ukončena k 31. prosinci 2005. | Vydáván od roku 1976 do poloviny roku 1985 v české a slovenské verzi. Platnost ukončena k 31. prosinci 2005. |
| Vzor 85 | Titulní strana občanského průkazu vzor 85 | Vydáván od poloviny roku 1985 do začátku roku 1991 v české a slovenské verzi. Platnost ukončena k 31. prosinci 2005. K jeho výrobě byl používán jiný materiál a rozměr průkazu i rozměr používané fotografie byl přizpůsoben mezinárodní normě. Z obsahu byly některé nadbytečné údaje vypuštěny, jiné upraveny. Zápisy o zaměstnání byly rozšířeny i na studium, odděleně byl zapisován trvalý a přechodný pobyt. Novou rubrikou byly údaje zdravotnické a omezení způsobilosti k právním úkonům. | Vydáván od poloviny roku 1985 do začátku roku 1991 v české a slovenské verzi. Platnost ukončena k 31. prosinci 2005. K jeho výrobě byl používán jiný materiál a rozměr průkazu i rozměr používané fotografie byl přizpůsoben mezinárodní normě. Z obsahu byly některé nadbytečné údaje vypuštěny, jiné upraveny. Zápisy o zaměstnání byly rozšířeny i na studium, odděleně byl zapisován trvalý a přechodný pobyt. Novou rubrikou byly údaje zdravotnické a omezení způsobilosti k právním úkonům. |
| Vzor 91 | Titulní strana občanského průkazu vzor 91 | Vydáván od roku 1991 do 30. dubna roku 1993 v české a slovenské verzi. Platnost ukončena k 31. prosinci 2005. Doklad poprvé ve své historii změnil barvu desek z červené na hnědou. | Vydáván od roku 1991 do 30. dubna roku 1993 v české a slovenské verzi. Platnost ukončena k 31. prosinci 2005. Doklad poprvé ve své historii změnil barvu desek z červené na hnědou. |

Pro občany narozené před rokem 1936 však tento druh dokladu stále platí, pokud v něm mají vyznačeno „bez omezení“ nebo „platnost prodloužena bez omezení“.

### Česká republika
Do roku 1992 Česká republika vlastní občanské průkazy nevydávala, její občané dostávali pouze občanské průkazy federace, v nichž občanství národních republik ani nebylo přímo uváděno.
| Vzor 93   | Titulní strana občanského průkazu vzor 93 | Vydáván od 1. května roku 1993 do 30. listopadu roku 1994 (pouze v české verzi). Platnost ukončena k 31. prosinci 2005 až 31. prosinci 2008 v závislosti na datu vydání průkazu. Doklad je poprvé ve své historii vydáván formou ID karty. | Vydáván od 1. května roku 1993 do 30. listopadu roku 1994 (pouze v české verzi). Platnost ukončena k 31. prosinci 2005 až 31. prosinci 2008 v závislosti na datu vydání průkazu. Doklad je poprvé ve své historii vydáván formou ID karty. |
| Vzor 94   | Titulní strana občanského průkazu vzor 94 | Vydáván od 1. prosince roku 1994 do roku 2000 (pouze v české verzi). Platnost ukončena k 31. prosinci 2005 až 31. prosinci 2008 v závislosti na datu vydání průkazu. Doklady vydané po 1. listopadu 1996 obsahovaly ve fólii hologram. | Vydáván od 1. prosince roku 1994 do roku 2000 (pouze v české verzi). Platnost ukončena k 31. prosinci 2005 až 31. prosinci 2008 v závislosti na datu vydání průkazu. Doklady vydané po 1. listopadu 1996 obsahovaly ve fólii hologram.     |
| Vzor 2000 | Titulní strana občanského průkazu vzor 2000 | Vydáván od roku 2000 do konce roku 2004 a platí po dobu v něm uvedenou. Je v mezinárodním formátu ID2. Přední strana obsahuje vedle základních údajů o držiteli (např. jméno, příjmení, rodné číslo, datum a místo narození) také tištěnou podobu a podpis držitele dokladu. Doklad obsahuje strojově čitelnou oblast. Zadní strana obsahuje povinné údaje trvalý pobyt, rodné příjmení a rodinný stav, omezení či zbavení způsobilosti k právním úkonům nebo uložení zákazu pobytu) případně nepovinné údaje (údaje o manželovi, manželce, dětech a titulech). Názvy položek na přední straně a některé názvy položek na zadní straně dokladu jsou v českém a anglickém jazyce. | Zadní strana občanského průkazu vzor 2005 |
| Vzor 2005 | Titulní strana občanského průkazu vzor 2005 · Titulní strana občanského průkazu vzor 2005 vydávaná od září 2005 s opravenou chybou ve francouzském textu | Vydáván od 1. ledna 2005 a platí po dobu v něm uvedenou. Oproti předchozímu vzoru byl přidán překlad názvů položek do francouzštiny a byl přesunut údaj o místě narození. Od roku 2006 je na zadní stranu jako další údaj zaznamenáváno uzavření registrovaného partnerství a jako nepovinný údaj též údaje o partnerovi. Obsahuje také strojově čitelnou oblast. Od září 2005 byla vydávána verze dokladu s opravou chyby ve francouzském textu na správné: RÉPUBLIQUE TCHÈQUE - CARTE D'IDENTITÉ (původně chybný přízvuk nad E ve slovech „TCHÉQUE“ a „IDENTITÈ“). | Zadní strana občanského průkazu vzor 2005 |
| Vzor 2012 | Titulní strana občanského průkazu vzor 2012 | Vydáván od 1. ledna 2012 a platí po dobu v něm uvedenou. Nově ve formátu ID1 (platební karta). Názvy položek opět jen v českém a anglickém jazyce. Do OP již nelze zapsat děti, manžela, manželku, partnera, partnerku. Obsahuje kromě „klasické“ strojově čitelné oblasti také 2D kód. Elektronický čip, který je nepovinný a jen za příplatek, nenese, kromě čísla průkazu, žádné další informace o nositeli. Lze však na něj svépomocí nahrát certifikát k elektronickému podpisu. Od srpna 2018 jsou všechny OP vydávány s kontaktním čipem zdarma. Aktivace čipu je dobrovolná. | Zadní strana občanského průkazu vzor 2012 · Zadní strana občanského průkazu vzor 2012 bez čipu |
| Vzor 2021 | | Dne 2. srpna 2021 nabylo účinnosti nařízení Evropského parlamentu a Rady (EU) 2019/1157 ze dne 20. června 2019, které zavadí novou podobu občanského průkazu a standardizuje jeho vzhled po celé Evropské unii. Občanský průkaz má v levém horním rohu vlajku EU s inverzními písmeny CZ (jako na Evropském řidičském průkazu), obsahuje bezkontaktní čip (technologie NFC RFID). Na tomto čipu jsou biometrické údaje a otisky dvou prstů. Na reversu průkazu přibyl symbol biometriky. Na přední straně občanského průkazu nad podpisem držitele (pod státním znakem) je uvedeno číslo - jedná se o technický údaj pomocí kterého oprávněný orgán může načíst údaje ze strojově čitelné zóny dokladu v případě, že namísto speciální čtečky strojově čitelných údajů disponuje speciální aplikací. V takovém případě orgán oprávněný ke kontrole dokladu zadá pro účely načtení údajů ze strojově čitelné zóny právě toto číslo. | |